# Phyllocladus trichomanoides
Phyllocladus trichomanoides (Maori: tānekaha, Engels: celery pine) is een plantensoort uit de familie Podocarpaceae. Het is een middelgrote boom die een groeihoogte bereikt tot 25 meter. De boom heeft afwisselend geveerde fyllocladia, een soort bladachtige stengels. De bladeren zijn spaarzaam, klein en schubachtig en slechts kort groen, waarna ze snel bruin worden. De zaadkegels doen denken aan bessen, met een vlezige witte zaadmantel die een enkel zaad omringt maar niet volledig omsluit. De soort staat op de Rode Lijst van de IUCN geklasseerd als 'niet bedreigd'.
De soort komt voor in Nieuw-Zeeland, zowel op het Noordereiland als het Zuidereiland. De soort wordt aangetroffen van zeeniveau tot ongeveer 1000 meter boven zeeniveau. In het noordelijk deel van het Noordereiland groeit de boom in kauribossen (Agathis australis) op bergruggen. In de centrale delen van het Noordereiland is de soort dominant in bossen die groeien op ignimbrietgesteente. Verder zuidwaarts komt de soort ook voor, maar zelden als dominante soort.

## Ondersoorten
- Phyllocladus trichomanoides var. alpinus (Hook.f.) Parl.
- Phyllocladus trichomanoides var. trichomanoides